# Рауль Баена
Рауль Баена (ісп. Raúl Baena, нар. 2 березня 1989, Торрокс) — іспанський футболіст, опорний півзахисник клубу «Райо Вальєкано».

## Клубна кар'єра
Вихованець юнацьких команд футбольних клубів «Малага» та «Барселона».
У дорослому футболі дебютував 2007 року виступами за команду дублерів іншого барселонського клубу, «Еспаньйола», в якій провів два сезони, взявши участь у 21 матчі чемпіонату. 
До складу головної команди «Еспаньйола» приєднався 2009 року. Наразі встиг відіграти за барселонський клуб понад 50 матчів в національному чемпіонаті.

## Виступи за збірні
2007 року дебютував у складі юнацької збірної Іспанії, взяв участь у 4 іграх на юнацькому рівні.
2011 року залучався до складу молодіжної збірної Іспанії. На молодіжному рівні зіграв в одному офіційному матчі.